# Chase Osborn
Chase Salmon Osborn (* 22. Januar 1860 im Huntington County, Indiana; † 11. April 1949 in Poulan, Georgia) war ein US-amerikanischer Politiker und von 1911 bis 1913 der 27. Gouverneur von Michigan.

## Frühe Jahre
Chase Osborn besuchte die Purdue University, die er aber ohne Abschluss wieder verließ. Danach stieg er in das Zeitungsgeschäft ein. Auf diesem Gebiet gelang ihm in den folgenden Jahren in den Staaten Illinois und Wisconsin eine beachtliche Karriere. Er erwarb verschiedene Zeitungen, die er selbst herausgab. Nach einem Umzug nach Sault Saint Marie in Michigan fasste er auch in diesem Bundesstaat als Zeitungsverleger Fuß.

## Politischer Aufstieg
Osborns politischer Aufstieg begann im Jahr 1889 in Sault Saint Marie, wo er bis 1893 Leiter der Poststelle war. Zwischen 1895 und 1899 war er Jagd- und Fischerei-Aufseher (Game and Fish Warden) des Staates Michigan, von 1899 bis 1903 war er Eisenbahnbeauftragter (Railroad Commissioner). Im Jahr 1900 bewarb er sich erfolglos um die republikanische Nominierung für die Gouverneurswahlen. 1908 war er Delegierter auf der Republican National Convention, bei der William Howard Taft zum Präsidentschaftskandidaten nominiert wurde. Zwischen 1908 und 1911 war Osborn im Vorstand der University of Michigan.

## Gouverneur von Michigan
Im Jahr 1910 wurde er als Kandidat der Republikanischen Partei zum neuen Gouverneur seines Landes gewählt. Osborn trat seine zweijährige Amtszeit am 2. Januar 1911 an. Während seiner Regierungszeit wurden das Haushaltsdefizit abgebaut und neue Arbeitsschutzgesetze erlassen. Während der Präsidentschaftswahlen des Jahres 1912 verließ er den Kurs seiner Partei, die William Howard Taft erneut zu ihrem Präsidentschaftskandidaten nominiert hatte. Stattdessen unterstützte Osborn den ehemaligen republikanischen Präsidenten Theodore Roosevelt, der nun als Kandidat der Progressiven Partei kandidierte. Die Wahl gewann schließlich der Demokrat Woodrow Wilson. Osborn trat im Jahr 1912, wohl auch wegen der Diskussion um seine Haltung bei den Präsidentschaftswahlen, nicht zur Wiederwahl an.

## Weiterer Lebenslauf
Auch nach dem Ende seiner Amtszeit als Gouverneur blieb Osborn politisch aktiv. Er kandidierte 1916 erfolglos für eine weitere Amtszeit als Gouverneur. In den Jahren 1918 und 1936 bewarb er sich ebenfalls erfolglos um einen Sitz im US-Senat. Entgegen dem nationalen Trend unterstützte Osborn Präsident Wilsons Bemühungen um einen amerikanischen Beitritt zum Völkerbund. In den 1920er und 1930er Jahren war er auch ein Gegner der so genannten Isolationspolitik. Er vertrat die Meinung, die Vereinigten Staaten müssten sich dem Weltgeschehen öffnen. Im Jahr 1928 war Osborn als Kandidat für die Vizepräsidentschaft an der Seite von Herbert Hoover im Gespräch. Allerdings stimmten die Republikaner dann mehrheitlich für Charles Curtis, der dann auch in dieses Amt gewählt wurde. Nach dem Ende seiner politischen Ambitionen wandte sich Osborn wieder dem Zeitungsgeschäft zu. Er starb im April 1949 auf seinem Landsitz in Georgia im Alter von 89 Jahren, nachdem er zwei Tage zuvor seine 54-jährige Adoptivtochter Stella Brunt geheiratet hatte. Mit seiner ersten Frau Lillian Jones hatte er sieben Kinder.